# Carmella DeCesare
Carmella DeCesare (Avon Lake, 1 juli 1982) is een Amerikaans model.
Ze werd geboren in een stadje in de staat Ohio. In april 2003 werd DeCesare Playmate van de maand voor Playboy. Hierna werd ze professioneel worstelaar. Ze deed mee aan de WWE Diva Search in 2004. Hierin werd ze tweede, na Christy Hemme. In september 2004 werd ze veroordeeld tot 24 uur gemeenschapsarbeid na een uit de hand gelopen caféruzie. In 2007 huwde ze met American footballer Jeff Garcia. Samen hebben ze vier kinderen.